# Dinghuo (köpinghuvudort i Kina, Jiangsu Sheng, lat 32,52, long 119,61)
Dinghuo (kinesiska: 丁伙, 丁伙镇) är en köpinghuvudort i Kina. Den ligger i provinsen Jiangsu, i den östra delen av landet, omkring 91 kilometer nordost om provinshuvudstaden Nanjing. Antalet invånare är 38 778. Befolkningen består av 20 606 kvinnor och 18 172 män. Barn under 15 år utgör 9,0 %, vuxna 15-64 år 72 %, och äldre över 65 år 18,0 %.
Runt Dinghuo är det tätbefolkat, med 683 invånare per kvadratkilometer. Närmaste större samhälle är Xiannü, 11,4 km söder om Dinghuo. Trakten runt Dinghuo består till största delen av jordbruksmark.
Genomsnittlig årsnederbörd är 1 302 millimeter. Den regnigaste månaden är juli, med i genomsnitt 255 mm nederbörd, och den torraste är januari, med 30 mm nederbörd.